# Ross MacDonald
David Ross MacDonald (Vancouver, 27 de janeiro de 1965) é um velejador canadense, medalhista olímpico. Ele competiu nos Jogos Olímpicos de Verão de 2004 na classe Star e conquistou a medalha de prata ao lado de Mike Wolfs. Antes, nos Jogos de 1992, conseguiu o bronze nesta mesma classe com Eric Jespersen. MacDonald também navegou na Whitbread Round the World Race de 1997–98 no Toshiba. Ele terminou na sétima posição.